# Дикиев, Хасмагомед Магомедович
Хасмагоме́д Магоме́дович Дики́ев (род. 9 октября 1966, Аргун, Чечено-Ингушская АССР) — советский и российский чеченский самбист, чемпион СССР и мира, призёр Кубка России, призёр чемпионата России, победитель Кубка мира, заслуженный мастер спорта СССР, заслуженный тренер России.

## Биография
Первый чеченец ставший чемпионом мира по самбо.

## Спортивные достижения
- Чемпионат СССР по самбо 1989 года — ;
- Чемпионат мира по самбо 1989 года (Вест-Оранж, США) — ;
- Кубок России по самбо 1992 года — ;
- Чемпионат России по самбо 1992 года — ;
- Кубок мира 1993 по самбо года — ;